# Mr. Link: L'origen perdut
Mr. Link: L'origen perdut (títol original en anglès: Missing Link) és una pel·lícula estatunidenca d'aventures animada en stop-motion del 2019, escrita i dirigida per Chris Butler i produïda per Laika i Annapurna Pictures. Compta amb les veus originals de Hugh Jackman, Zoe Saldaña, Emma Thompson, Stephen Fry, David Walliams, Timothy Olyphant, Matt Lucas, Amrita Acharia i Zach Galifianakis. La trama de l'obra consisteix en un Peus grans que ajuda a un explorador britànic a viatjar per l'Himàlaia i conèixer els seus cosins Ieti. Ha estat doblada al català.

## Sinopsi
En Lionel Frost, un gentleman anglès, falla un cop més en el seu intent d'entrar al club dels aventurers i exploradors de Londres en destruir el seu aparell que contenia una foto d'en Nessie. Quan torna, rep una carta misteriosa en què li proposen trobar un Peus grans. Fervorós per aquesta notícia fa una aposta amb en Piggot-Dunceb, si és capaç de portar la prova de l'existència del Peus grans serà admès al club.
Se'n va fins a Alaska, on es troba amb l'autor de la carta, el Peus grans en qüestió, que en Lionel nomena com M. Link i que desitja portar a l'Himàlaia perquè es trobi amb els seus.
Per la seva part, Piggot-Dunceb s'assegura de no perdre l'aposta i contracta un assassí a sou per impedir que Frost aconsegueixi el seu objectiu.

## Repartiment
| Personatge     | Veu original      | Veu catalana |
| -------------- | ----------------- | ------------ |
| Mr. Link/Susan | Zach Galifianakis | Lluís Posada |
| Sir Lionel     | Hugh Jackman      | Jordi Brau   |